# Puchar Narodów Pacyfiku 2016
Puchar Narodów Pacyfiku 2016 – jedenasta edycja corocznego turnieju organizowanego pod auspicjami World Rugby dla drużyn z regionu Pacyfiku. Turniej odbył się pomiędzy 11 a 25 czerwca 2016 roku i wzięły w nim udział trzy reprezentacje. Wraz z kolejną edycją stanowił on część kwalifikacji do Pucharu Świata 2019.
Harmonogram rozgrywek został opublikowany pod koniec marca 2016 roku. Sędziowie zawodów zostali wyznaczeni tydzień później, a znajdujący się wśród nich Nigel Owens pobił wynoszący siedemdziesiąt testmeczów rekord Jonathana Kaplana.
W turnieju wzięły udział trzy reprezentacje rywalizujące systemem kołowym, a dwie czołowe drużyny z tabeli obejmującej łączne wyniki z edycji 2016 i 2017 uzyskało bezpośredni awans na Puchar Świata 2019. Wygrywając oba swoje spotkania w zawodach triumfowali Fidżyjczycy, a Samoańczycy okazali się lepsi od Tongijczyków.

## Mecze
| 11 czerwca 201615:00 | Fidżi                                                    | 23:18(0:15) | Tonga                            | ANZ Stadium, Suva Widzów: 2000 Sędzia: Nigel Owens |
| 11 czerwca 201615:00 | Soqeta 5 (P) Volavola 5 (P) Radrodro 5 (P) Bai 8 (pd 2K) | 23:18(0:15) | Iongi 5 (P) Takulua 13 (P pd 2K) | ANZ Stadium, Suva Widzów: 2000 Sędzia: Nigel Owens |
| 11 czerwca 201615:00 | Halaifonua                                               | 23:18(0:15) |                                  | ANZ Stadium, Suva Widzów: 2000 Sędzia: Nigel Owens |

| 18 czerwca 201615:00 | Fidżi                                    | 26:16(10:16) | Samoa                        | ANZ Stadium, Suva Widzów: 2063 Sędzia: George Clancy |
| 18 czerwca 201615:00 | Bai 16 (2pd 4K) Koto 5 (P) Osborne 5 (P) | 26:16(10:16) | Pisi 11 (pd 3K) Matu’u 5 (P) | ANZ Stadium, Suva Widzów: 2063 Sędzia: George Clancy |
| 18 czerwca 201615:00 | Nayacalevu                               | 26:16(10:16) |                              | ANZ Stadium, Suva Widzów: 2063 Sędzia: George Clancy |

| 25 czerwca 201615:00 | Samoa                                                                              | 30:10(23:3) | Tonga                        | Apia Park, Apia Widzów: 5500 Sędzia: Pascal Gaüzère |
| 25 czerwca 201615:00 | Lepa 5 (P) Tusitala 5 (P) Fa’apale 13 (2pd 3K) Leuila 2 (pd) karne przyłożenie – 5 | 30:10(23:3) | Fonua 5 (P) Takulua 5 (pd K) | Apia Park, Apia Widzów: 5500 Sędzia: Pascal Gaüzère |
| 25 czerwca 201615:00 | Afatia                                                                             | 30:10(23:3) | Katoa · Halaifonua           | Apia Park, Apia Widzów: 5500 Sędzia: Pascal Gaüzère |